# 김성주 (1990년)
김성주(한국 한자: 金成柱, 1990년 11월 15일 ~ )은 대한민국의 축구 선수이다. 포지션은 미드필더와 풀백으로 뛸 수 있다. 2015년 김영근(金永根)에서 개명하였다.

## 클럽 경력
2012년 숭실대학교 축구부를 떠나 알비렉스 니가타에 입단하였다. 2012 J1 3라운드 나고야 그램퍼스와의 경기에 교체 출전하며 일찍 리그 데뷔전을 치렀지만 2012 시즌 리그와 컵대회를 합쳐 4경기 출전에 그쳤다. 2013년 카탈레 도야마로 임대 이적하여 추간판 탈출증으로 인해 1개월가량 결장한 기간을 제외하면 꾸준히 주전으로 출전하였다. 2014시즌을 앞두고 카탈레 도야마로 완전 이적하였다.
2015 시즌을 앞두고 열린 K리그 드래프트에 지원하였고, 신생 클럽 서울 이랜드 FC의 창단 멤버로 합류하였다. 그 해 정규 리그 36경기에 나서 5골 6도움을 기록하는 활약으로 팀의 플레이오프 진출에 기여하였다.
2015 시즌을 마치고 군 복무를 위해 상주 상무에 입대하였다. 상무에서 군 복무 기간 동안 좌측 풀백으로 뛰기도 하였다. 2017년 9월 13일에 군 복무를 끝내고 서울 이랜드로 복귀하였다.
2017년 10월 14일 경남 FC와의 원정 경기에서 4분 만에 퇴장을 당하며, 구단 역사상 최단 시간 퇴장 기록을 세웠다.
2017시즌이 끝난 후, 2017년 12월 19일에 울산 현대로 이적하였다.
2018시즌 여름 이적시장에서 배재우와 트레이드 되면서 제주 유나이티드로 이적했다.
2020시즌을 앞두고 인천 유나이티드에 입단했다.
2021시즌을 앞두고 포항 스틸러스로 이적하였다.
2022년에 화성 FC로 이적하였다.
2023년에 충남 아산 FC로 이적하였다.

## 국가대표 경력
2011년 런던 올림픽을 준비하는 대한민국 U-23 대표팀에 소집되었으나 본선에 출전하지는 못하였다.

## 그 외
2016년 4월 3일에 이용, 김성환, 박진포 상병과 김성준, 이경렬, 조영철 일병과 함께 오전 9시에 경북 문경으로 외출 도중 소매치기범을 검거하여 4월 9일에 선행상을 받았다.